# Offene Visierung

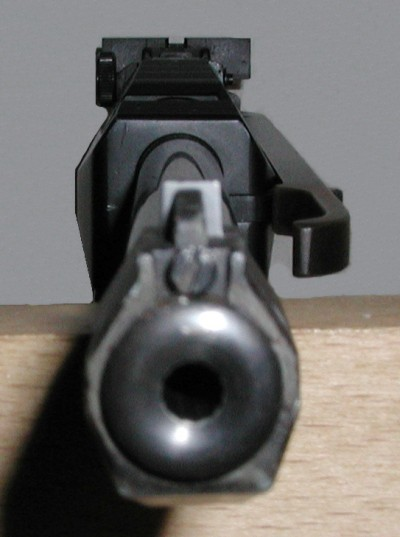
Kimme (Hintergrund) und Korn (Vordergrund) bei einer Luftpistole

Arten von Kimme und Korn

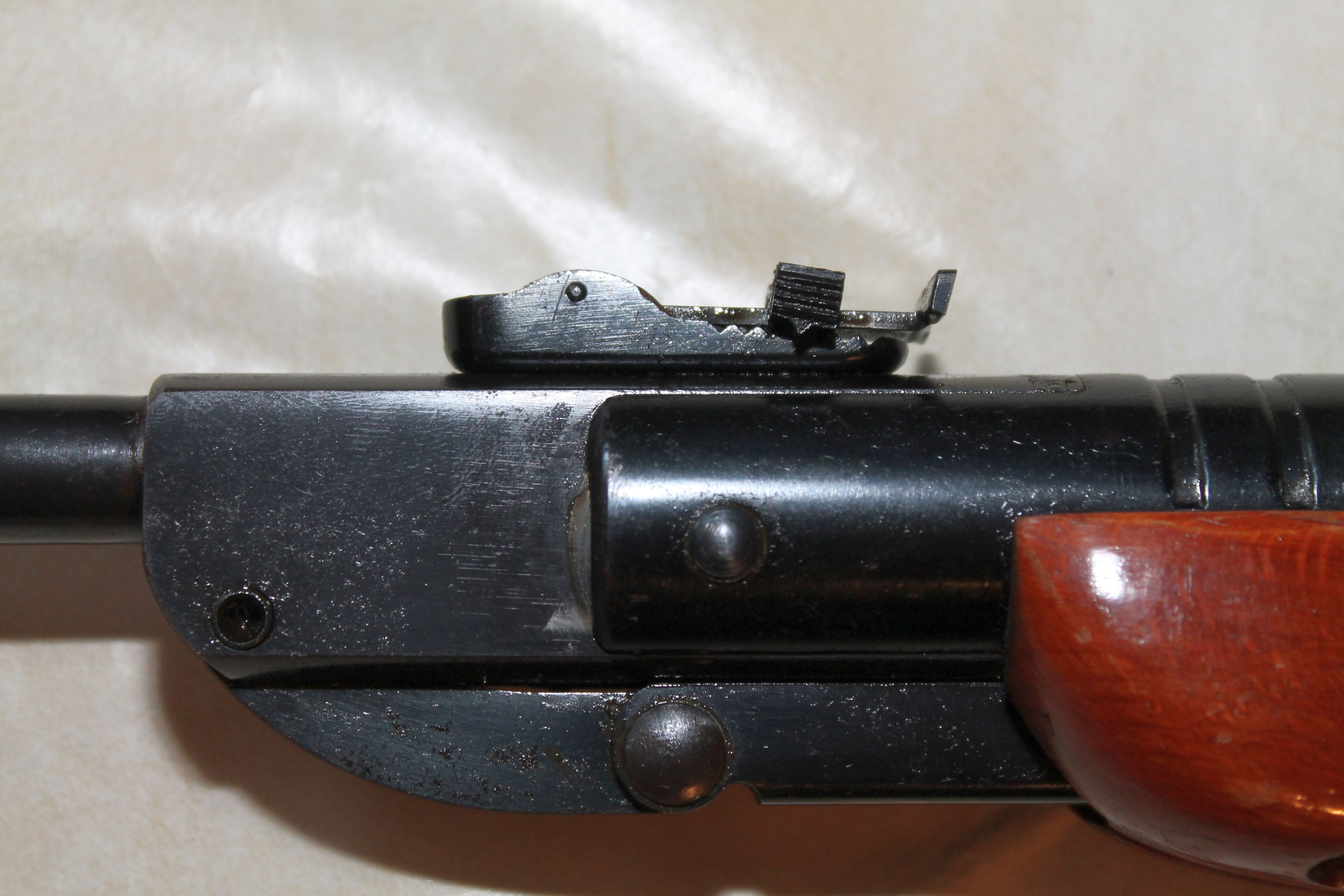
Schieberastvisier eines Luftgewehres

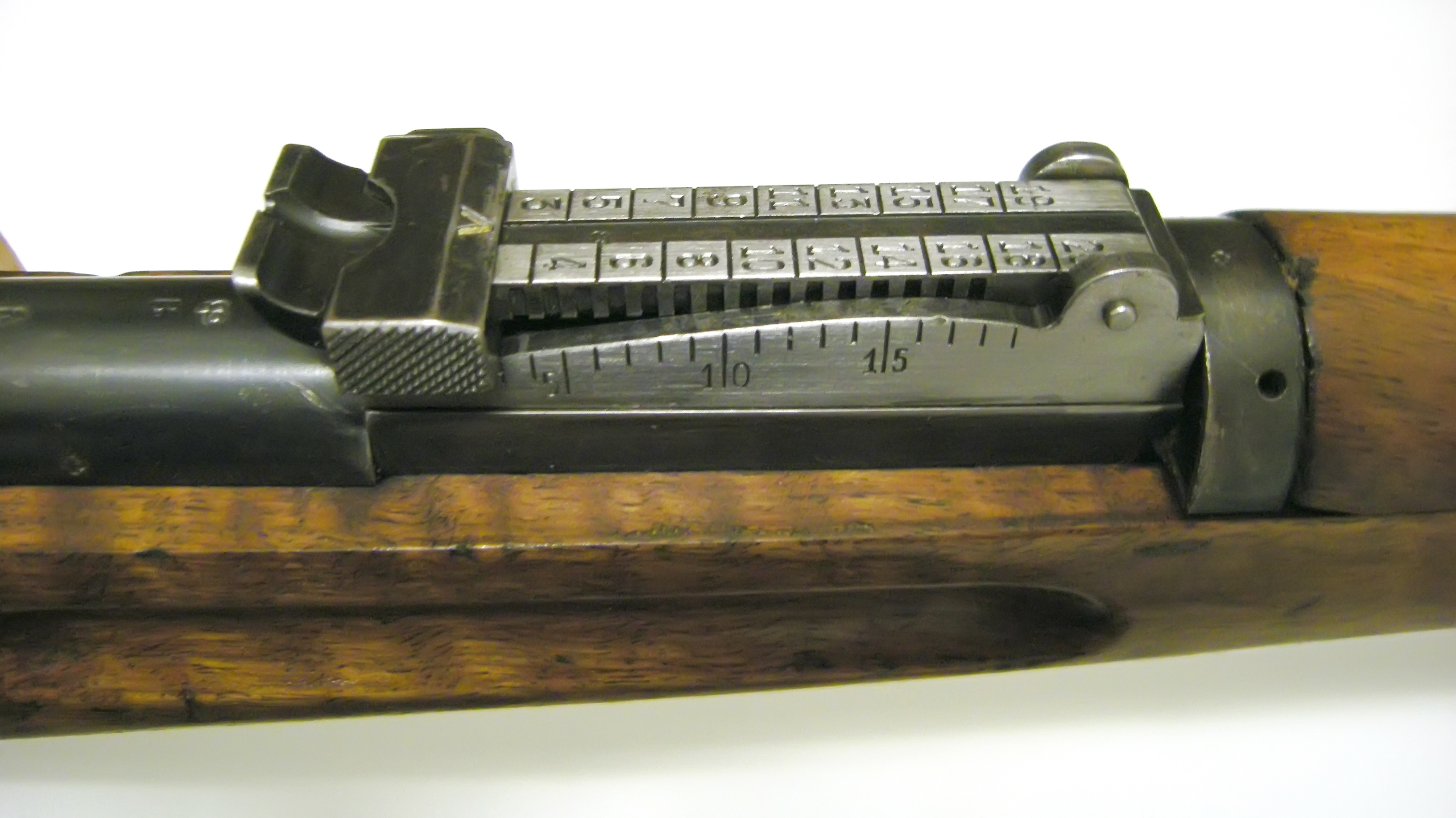
Schiebevisier

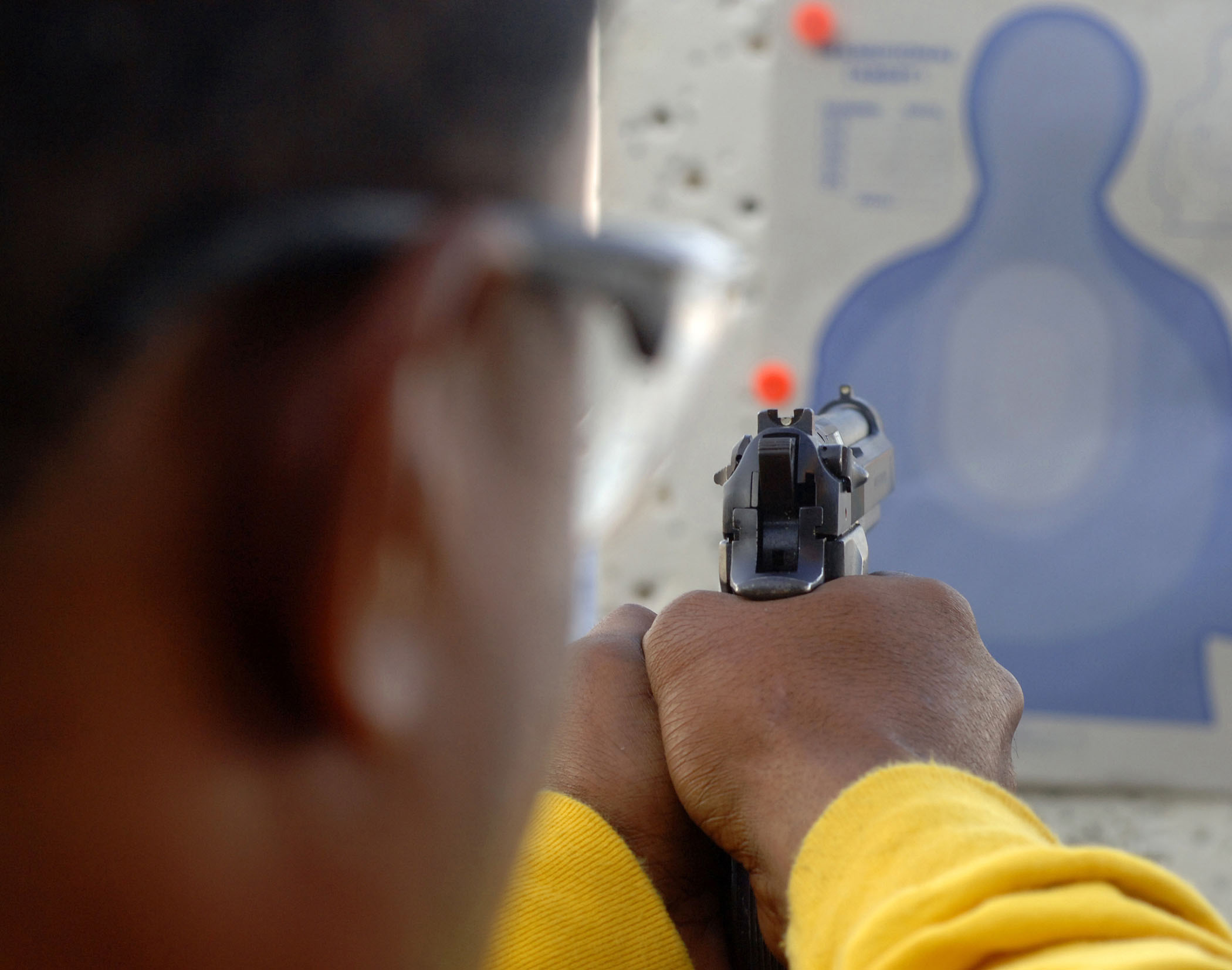
Anvisieren mit Kimme und Korn einer M9-Pistole

Als offene Visierung werden Zielhilfen von Schusswaffen bezeichnet, die keine optischen Elemente wie Linsen enthalten. Zielhilfen allgemein dienen dazu, ein Ziel so „aufs Korn zu nehmen“, dass ein abgegebener Schuss in einer definierten Entfernung das Ziel trifft.
Zu den offenen Visierungen gehören Kimme und Korn, Diopter und Klappvisiere.
Um störende Lichtreflexionen zu vermeiden, bestehen die Oberflächen von offenen Visierungen oft aus besonders dunklen und lichtabsorbierenden Materialien. Sportschützen versehen diese oft zusätzlich bzw. sicherheitshalber mit einer tiefschwarzen hauchdünnen Schicht Ruß aus einer kleinen Flamme. Insbesondere bei oft benutzten bzw. älteren Waffen ist das sogenannte Schwärzen oder Rußen der Visierung die einzige Möglichkeit, Lichtreflexionen zu eliminieren.

## Kimme
Die Kimme besteht aus einer meist rechteckigen aber auch dreieckigen (V-Kimme), trapezförmigen oder ovalen (U-Kimme) Aussparung in einem Blech. Durch die Kimme wird über das Korn das Ziel anvisiert, dabei soll das Korn genau mittig in der Aussparung stehen und die Oberkanten von Kimme und Korn in eine Linie gebracht werden. Das Ziel steht dann leicht mittig über dem Korn, man spricht hierbei von „Ziel aufsitzen lassen“.
Die Kimme ist in der Höhe einstellbar, um Ziele in unterschiedlichen Entfernungen treffen zu können. Das Geschoss einer Waffe beschreibt eine ballistische Kurve und sinkt mit zunehmender Entfernung von der Laufmündung immer stärker ab. Daher muss der Schütze einen über dem Ziel liegenden Punkt anvisieren, um zu treffen. Da das selten möglich ist, wird die Kimme in der Höhe verstellt, wodurch sich Ziel- und Laufachse schneiden. Auf der Kimme sind Entfernungsmarkierungen, die den Schnittpunkt der Achsen für die jeweils angegebene Entfernung markieren. In der Regel besteht die Kimme aus der Grundplatte, die eine der jeweiligen Waffe entsprechende Kurve beschreibt, und dem Oberteil mit der eigentlichen Kimme und dem Rastschieber. Bei Militärwaffen mit Kimme und Korn ist die Kurve normalerweise gefräst und der Schieber rastet in seitliche Kerben im Oberteil ein, bei einfachen Freizeitwaffen ist das Unterteil gestanzt und mit Kerben versehen.
Bei Sportwaffen sind die Kimme immer und das Korn gelegentlich einstellbar. Zusätzlich zur Höhe ist die Kimme auch seitlich verstellbar, um Seitenwind auszugleichen. Bei modernen Sportwaffen ist die Breite der Kimme und des Korns veränderlich. Diese Einstellmöglichkeiten dienen dazu, die Waffe an die persönlichen Bedürfnisse des Schützen anzupassen und die Treffpunktlage auf der Scheibe zu zentrieren.

## Korn
Das Korn ist der nahe der Laufmündung befindliche Teil der Visiereinrichtung. Bereits Arkebusen und ältere Geschütze lassen das Vorhandensein eines Korns erkennen. Es gibt verschiedene Bauformen, grundsätzlich wird zwischen Balken- und Ringkorn unterschieden, wobei das Balkenkorn nochmals in Dach-, Perl- und das klassische Balkenkorn unterteilt wird.
In Verbindung mit einer rechteckig ausgesparten Kimme sind Balkenkorne vor allem im Schießsport verbreitet. Klassische Korne sind in der Regel entweder gar nicht oder nur seitlich justierbar. In der Höhe können sie bis zu einem gewissen Grade durch spanende Bearbeitung (abfeilen) eingestellt werden, allerdings nur in eine Richtung. Das Stiftkorn besteht aus einem Gewindestift und kann im Kornträger durch hinein- und herausschrauben auch in der Höhe justiert werden.
Ringkorne sind nur in Verbindung mit einem Diopter einsetzbar; Balkenkorne können sowohl mit einer Kimme als auch einem Dioptervisier verwendet werden.

## Diopter
Der Diopter ist eine Lochblende, durch die der Schütze anstelle der Kimme blickt.

## Klappvisier
Das Klappvisier (auch Stand-, Leiter- oder Rahmenvisier) ist ein Metallrahmen, der aufrecht auf der Waffe angebracht ist. Normalerweise kann es angeklappt werden, um es bei Nichtgebrauch vor Beschädigungen zu schützen, daher der Name. Die Schussentfernung wird durch Auf- und Abbewegen eines Schiebers eingestellt, der eine Kimme hat.
Statt der Kimme kann auch ein Diopter am Klappvisier verwendet werden. Dies war beispielsweise bei weitreichenden Schusswaffen des ausgehenden 19. Jahrhunderts üblich, ggf. zusätzlich zur Schiebekimme.

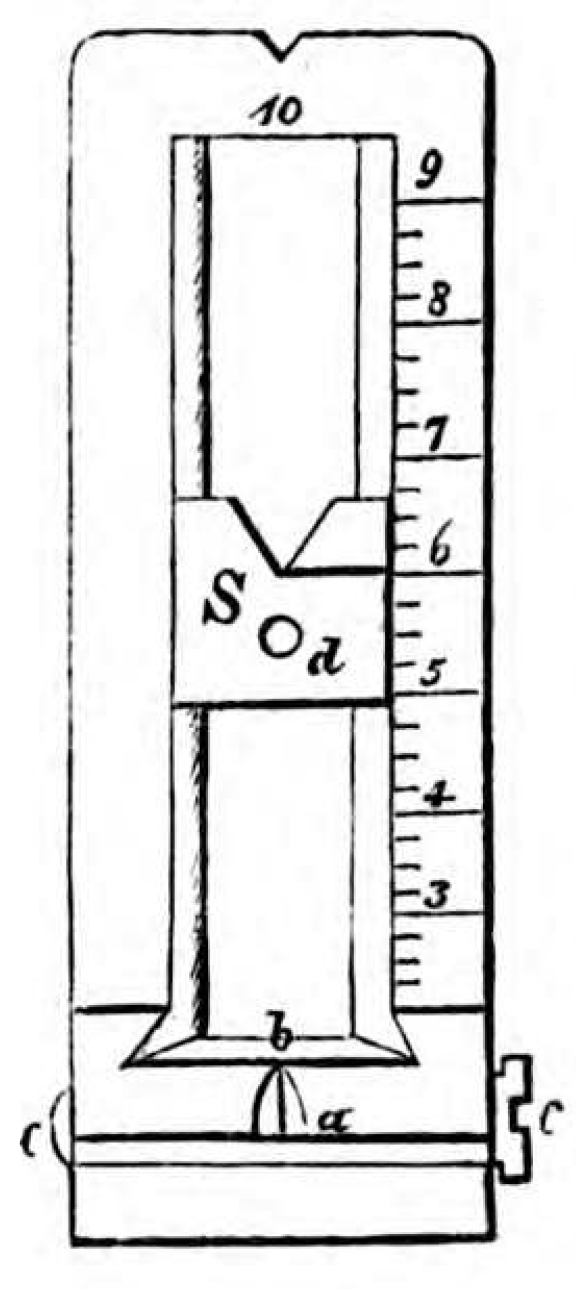
Klappvisier eines Miniégewehres
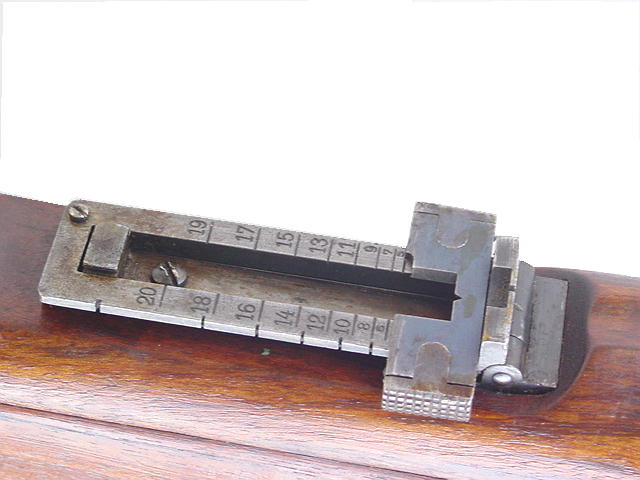
Klappvisier eines Mausergewehres, angeklappt
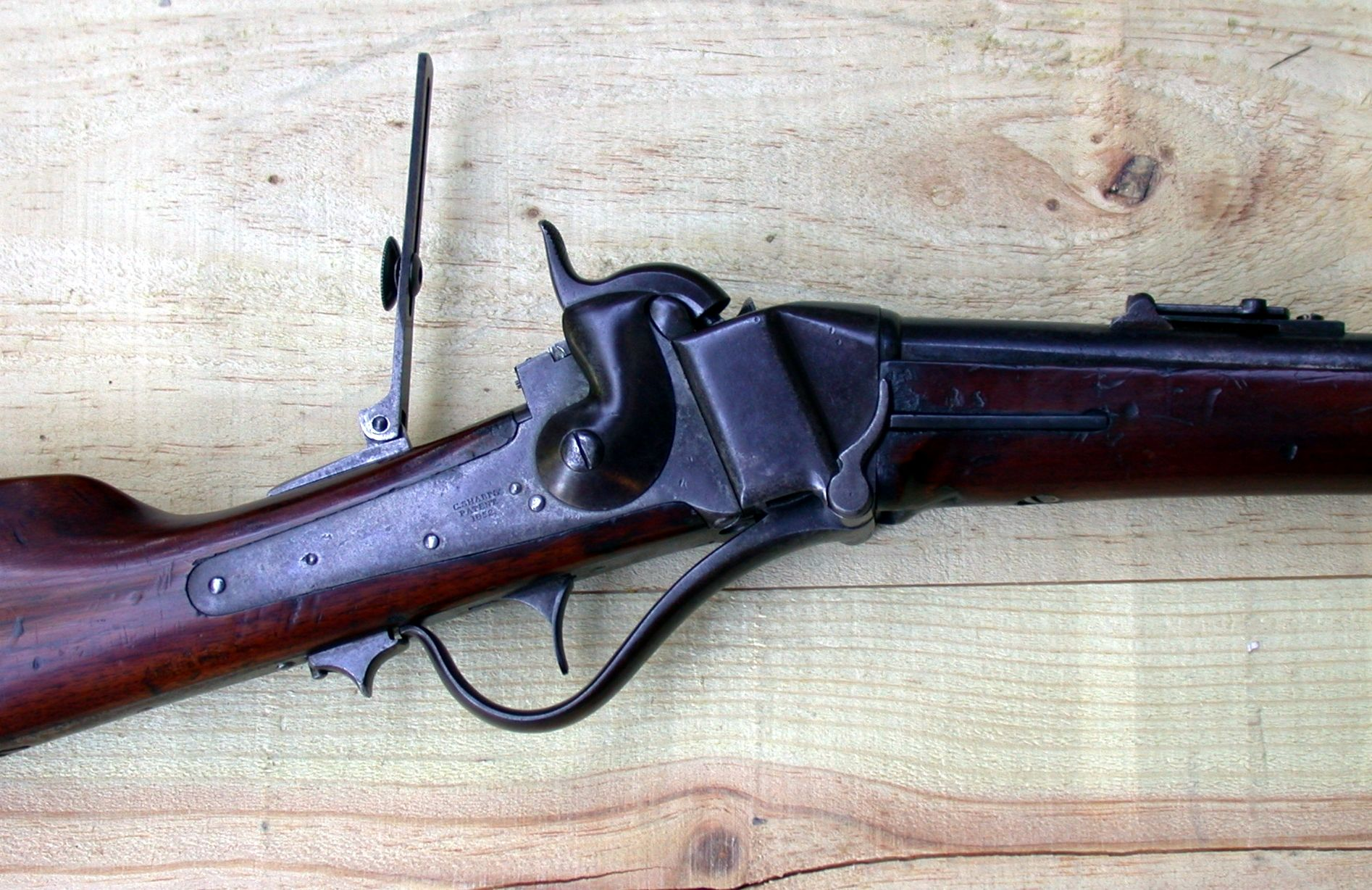
Klappvisier eines Sharpsgewehres mit Diopter, aufgeklappt

## Visiere für schlechte Lichtverhältnisse

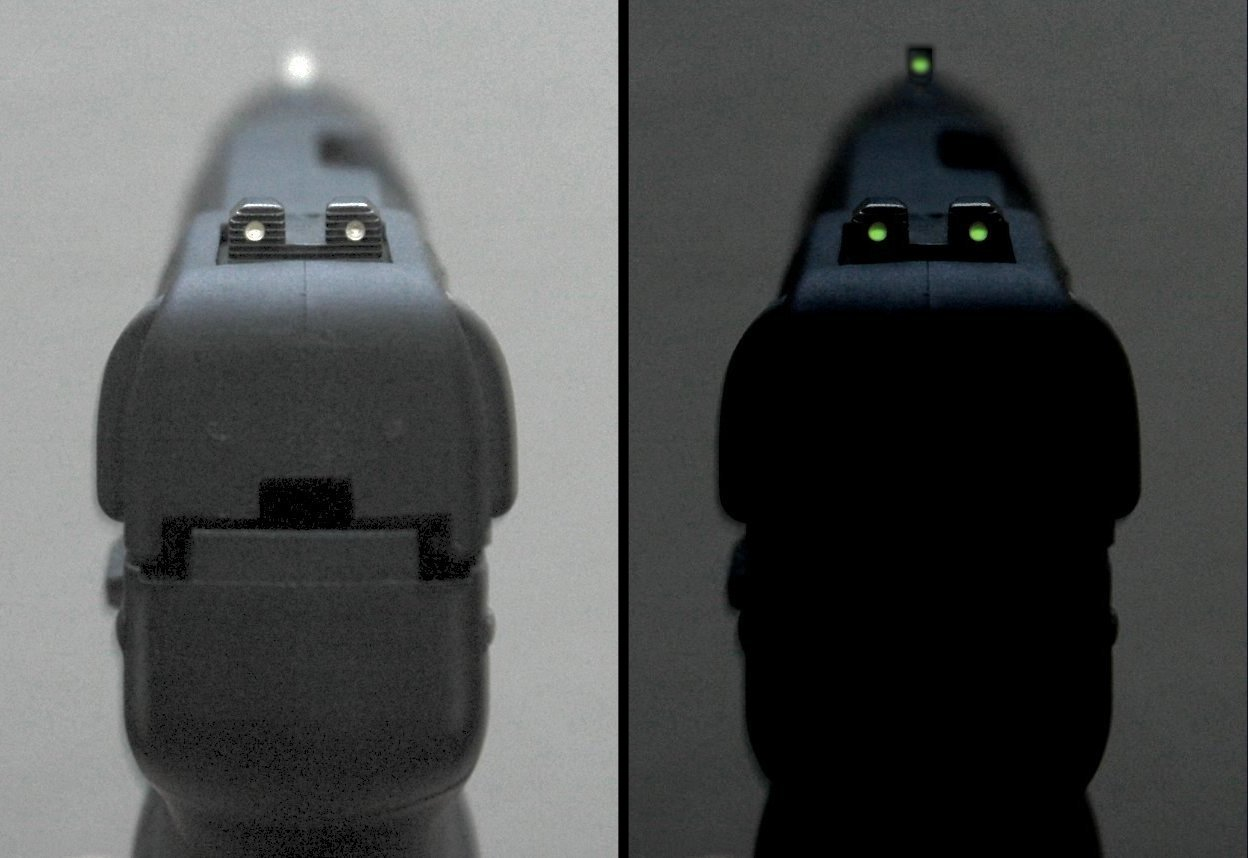
Tritium-Nachtvisier

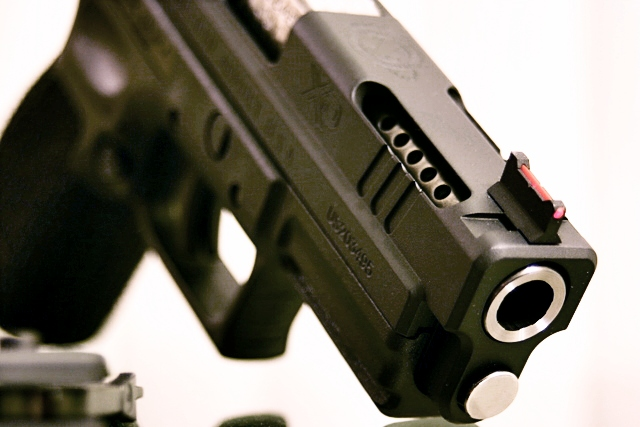
Glasfaser-Korn

Spezielle Visiere werden genutzt, um einen gezielten Schuss auch bei geringen Lichtverhältnissen oder gar Dunkelheit abzugeben. Der Schütze sollte dabei Kimme und Korn erkennen. Es wird zwischen Nachtvisieren für Dunkelheit und Visieren für geringe Lichtverhältnisse unterschieden.
Früh wurden Visiere mit radiumhaltigen Anstrichen bemalt, wegen der schädigenden Wirkung der ionisierenden Strahlung kam man davon ab. Später versuchte man, nachleuchtende phosphoreszierende Farben anzuwenden. Diese setzte sich nicht durch, weil diese Farben vor dem Benutzen im Dunkeln mit einer Lichtquelle (z. B. Taschenlampe) aufgeladen werden mussten. Es gab auch Experimente mit kleinen Leuchtmitteln (Glühlampen, später Leuchtdioden), welche mit einer Batterie gespeist und von einem Schalter aktiviert wurden. Diese Visiere mit Leuchtmitteln waren unpraktisch, unter anderem, weil sie eine Batterie brauchten. Durchgesetzt haben sich Tritiumgaslichtquellen, welche in Kimme und Korn eingearbeitet sind. Da Tritiumgaslichtquellen zwar wenig, aber dennoch ionisierende Strahlung abgeben, sind sie nicht unproblematisch. Auch dunkeln sie mit der Zeit nach.
Visiere für geringe Lichtverhältnisse werden mit Glasfasern realisiert. Die Glasfasern sammeln das Licht über ihre Länge und geben es an der Öffnung ab. Die Vorteile der Glasfaservisiere sind, dass sie keine ionisierende Strahlung abgeben, sich im Laufe der Zeit nicht verdunkeln und ziemlich robust sind. Der Nachteil ist, dass sie bei vollständiger Dunkelheit nicht funktionieren.